# 東亞民族進行曲

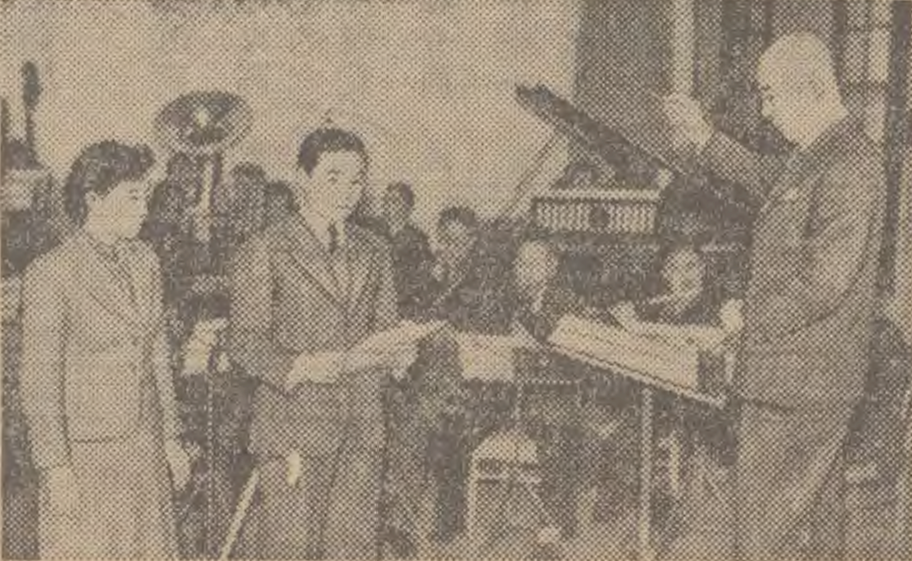
該歌首次灌唱片時情形（右起：山田耕筰，黃世平，白光）

東亞民族進行曲，是由楊壽聃作詞，江文也作曲的一首歌曲，並由汪精衛國民政府的行政院宣傳部審定發行。汪精衛政權的中学和县城小学的音乐课會教授這首歌曲。

## 歌詞
大地湧起和平的呼聲

激動了萬里的大進行

東亞民族  聯合起來

互尊獨立  共同防共

我們是開闢荒野的先鋒

我們是創造文明的英雄

大眾齊醒 大眾齊醒

擔負復興東亞的使命

已經燃起光明的火炬

領導著和平的新群眾

東亞民族  聯合起來

經濟合作  文化溝通

我們有保衛東亞的忠貞

我們有剛毅不拔的決心

不怕艱辛 不怕艱辛

發揚東亞民族的精神

團結東亞同胞六萬萬

開創了歷史的新紀元

東亞民族  聯合起來

協手共進  同慶凱旋

我們要撲滅世界的烽煙

我們要征服正義的反叛

努力前進  努力前進

完成東亞共存共榮圈

## 唱片出版
- 合唱版本：哥倫比亞唱片，100250（2207300）。江文也編曲，黃世平、白光演唱，日本哥倫比亞管弦樂隊伴奏。[1]
- 管弦樂版本：哥倫比亞唱片，S-388（2207664）。仁木他喜雄改編，コロムビア管絃樂團演奏。[3]

## 外部連結
- 東亞民族進行曲 中華民国（汪兆銘政権）行進曲 東亜民族行進曲 - Wang Jingwei regime Song （页面存档备份，存于）